# ایستگاه قطار شهری سید رضی
ایستگاه قطار شهری سید رضی نهمین ایستگاه‌ خط ۱ قطار شهری مشهد است که در بلوار وکیل آباد، ابتدای بلوار سید رضی و هاشمیه قرار دارد.
از این ایستگاه ۹ خط اتوبوس‌رانی مشهد و حومه می‌گذرد.